# نادي العلا
نادي العُلا السعودي لكرة القدم هو نادي كرة قدم سعودي محترف مقرهُ المدينة المنوّرة غرب السعودية، تأسّس عام 1981م، ويُعَدّ الواجهة الرّياضيّة لمُحافظة العلا الّتي تُعرف واحدةً من أهمّ الوجهات السّياحيّة في السعودية.
في 5 يونيو 2023 أعلنت وزارة الرياضة عن انتقال ملكية نادي العلا إلى الهيئة الملكية لمحافظة العلا ضمن مشروع الاستثمار والتخصيص للأندية الرياضية الذي أطلقه ولي العهد الأمير محمد بن سلمان بن عبدالعزيز.

## التّأسيس
أسهمت زيارة أمير منطقة المدينة المنوّرة -آنذاك- صاحب السّموّ الملكيّ الأمير عبد المحسن بن عبد العزيز آل سعود، في تتويج الجهود الفرديّة النّاجحة للنّشاط الرّياضيّ والاجتماعيّ في المنطقة، حين حضر مباراة كرة القدم الودّيّة بين فريقَي العُلا ونظيرهم المدائن، وكلاهما فريقان يلعبان وفق أنظمة الهواة خارج نطاق الرّئاسة العامّة لرعاية الشّباب؛ مع فورة الحماس الّتي أعقبت نهاية المباراة، ارتجل القياديّون من الفريقين المُطالبة بتأسيس نادٍ رياضيّ لمُحافظة العُلا.

### الاندماج
ذاب التّنافس المحتدم بين فريق المدائن (ذوي القمصان الحمراء) أمام فريق العلا (أصحاب القمصان الخضراء) بعد واحدة من أشهر المباريات في تاريخ محافظة العُلا، في سبيل أن يكون لمُحافظتهم نادٍ رسميّ.
انتهت تلك المباراة الّتي جرت عام 1398 هجريّة لمصلحة الفريق الأحمر بهدف دون ردّ، وبعد المباراة توالت الاتّفاقات بين الجانبين سريعاً، ابتداءً من تقديم طلبهم المُشترَك لأمير المنطقة الأمير عبد المحسن بن عبد العزيز آل سعود خلال زيارته للمحافظة، قبل أن ينضمّ بقيّة الشّباب والأعيان لدفع الفكرة في طريق أن تبصر النّور، مع تذليلهم تحقيق الشّروط، ومنها، إيجاد مقرّ رسميّ للنّادي وتشكيل مجلس لإدارة النّادي.

### التّسمية
حمل نادي العلا مُسمّى وادي القرى في سجّلاته الأولى لدى الرّئاسة العامّة لرعاية الشّباب، ذلك أن ناديَي المدائن والعلا، اتّفقا حين ارتضيا الاندماج لفريقيهما، على أن تكون تسمية النّادي بعد التّأسيس مختلفة عن الاسمين الّذين يرمزان للمحافظة، ووقع اختيارهم على الاسم الّذي يُعرَف به أشهر الأودية في المحافظة وهو وداي القرى.

## شعار النّادي وألوانه
يتألّف شعار النّادي من رسمة النّمر العربيّ المُنبثق من صحاري العُلا، بما يعكس المسؤوليّة الاجتماعيّة للمُنتَسبين للنّادي في حماية هذا الكائن من الانقراض، ويتوسّط رسمة النّمر العربيّ اسم الناّدي دون لام التّعريف وبالأحرف اللّحيانيّة؛ ويُظهِر ذلك المزيج ثقافة موطن النّادي بأسلوب حديث وعصريّ، مؤطَّرَاً بالدّرع الّذي يرمُز للجودة العالية عبر أبعاده المتوازنة ومنعطفاته الحادّة.
ويُهيمن اللّونان الأساسيّان البُنّيّ والأزرق النّيليّ على خلفيّة الشّعار، مع ظهور بسيط لدرجتين من اللّون الذّهبيّ لتحقيق رمزيّة النّجاح والانتصارات.

}}
لعب فريق العُلا لكرة القدم لدرجة النّاشئين في المباراة النّهائيّة لبطولة المملكة 1990م أمام منافسهم الهلال، وحاز الفريق على المركز الثّاني، بعد أداء بطوليّ في ذلك العامّ، قاده ليتوَّجَ ببطولة منطقة المدينة المنوّرة لكرة القدم للنّاشئين، وألحقه بمستويات مُشرِّفة في الأدوار النّهائيّة الإقصائيّة من بطولة المملكة، قبل خسارته في النّهائيّ.
وفي المُجمَل، حازت ألعاب النّادي على العديد من الألقاب والبطولات للفئات كافّة طوال عقود منذ ثمانينات العقد الماضيّ:
| الإنجاز                                    | اللُّعبة            | الدّرجة       | الموسم |
| ------------------------------------------ | ----------------- | ------------ | ------ |
| بطولة منطقة المدينة المنوّرة لكرة الطّائرة   | كرة الطّائرة       | النّاشئين     | 1986   |
| بطولة منطقة المدينة المنوّرة لكرة الطّائرة   | كرة الطّائرة       | النّاشئين     | 1987   |
| بطولة منطقة المدينة المنوّرة لألعاب القِوى   | ألعاب القوى       | الفريق الأوّل | 1987   |
| بطولة منطقة المدينة المنوّرة لكرة الطّاولة   | كرة الطّاولة       | النّاشئين     | 1989   |
| بطولة منطقة المدينة المنوّرة لألعاب القِوى   | ألعاب القوى       | الفريق الأوّل | 1989   |
| بطولة منطقة المدينة المنوّرة لكرة القدَم     | كرة القدم         | النّاشئين     | 1990   |
| المركز الثّاني في تصفيات المملكة لكرة القدم | كرة القدم         | النّاشئين     | 1990   |
| بطولة منطقة المدينة المنوّرة لألعاب القِوى   | ألعاب القوى       | الفريق الأوّل | 1990   |
| بطولة منطقة المدينة المنوّرة لألعاب القّوى   | ألعاب القوى       | النّاشئين     | 1992   |
| بطولة منطقة المدينة المنوّرة لكرة الطّائرة   | كرة الطّائرة       | النّاشئين     | 1992   |
| بطولة منطقة المدينة المنوّرة لألعاب القِوى   | ألعاب القوى       | الفريق الأوّل | 1992   |
| بطولة منطقة المدينة المنوّرة لكرة القدم     | كرة القدم         | الفريق الأوّل | 1993   |
| بطولة منطقة المدينة المنوّرة لكرة القدم     | كرة القدم         | الفريق الأوّل | 1994   |
| بطولة منطقة المدينة المنوّرة لكرة الطّائرة   | كرة الطّائرة       | النّاشئين     | 1995   |
| بطولة منطقة المدينة المنوّرة لكرة القدم     | كرة القدم         | الفريق الأوّل | 1999   |
| بطولة منطقة المدينة المنوّرة لكرة الطّائرة   | كرة الطّائرة       | النّاشئين     | 1999   |
| بطولة منطقة المدينة المنوّرة لألعاب القِوى   | ألعاب القوى       | النّاشئين     | 2000   |
| بطولة منطقة المدينة المنوّرة لكرة القدم     | كرة القدم         | الفريق الأوّل | 2003   |
| بطولة منطقة المدينة المنوّرة لكرة القدم     | كرة القدم         | الفريق الأوّل | 2011   |
| بطولة أندية الدرجة الثالثة                 | كرة القدم         | الفريق الأوّل | 2023   |
| بطولة أندية الدرجة الأولى                  | كرة القدم للسيدات | الفريق الأوّل | 2023   |
| بطولة دوري الدرجة الأولى                   | كرة السلة         | الفريق الأوّل | 2023   |

## قيادات النّادي الحاليّة
| الاسم                       | المُسمّى الإداريّ              |
| --------------------------- | --------------------------- |
| زياد بن عبدالرحمن السحيباني | رئيس مجلس الإدارة           |
| سلطان بن يوسف البوق         | نائب رئيس مجلس الإدارة      |
| محمد العتيبي                | عضو و أمين عام مجلس الإدارة |
| وليد بن عبدالرزاق معاذ      | الرّئيس التّنفيذيّ             |

## رؤساء النّادي
ترأس النّادي منذ تأسيسه تسعة رؤساء، أوّلهم موسى بن سالم عبد الواحد، يرافقه في عضويّة مجلس الإدارة خمسة أعضاء، هم: صالح أحمد النّجديّ، إبراهيم سالم بن نوح، سليمان ظاهر تويم، صالح محمد عتيق، أحمد محمد سالم عبد الكريم، ومحمد علي دريهم، وجاء توالي رؤساء النّادي على النّحو التّالي:
| الاسم                     | من   | إلى  |
| ------------------------- | ---- | ---- |
| موسى سالم عبد الواحد      | 1981 | 1982 |
| عمر علي علوان             | 1982 | 1986 |
| محمد عبد الله أحمد عتيق   | 1986 | 1988 |
| محمد صالح حميد            | 1988 | 2013 |
| جميل جمعة كريمي           | 2013 | 2016 |
| علي سعد علي جبر           | 2016 | 2021 |
| محمد سليمان النّجديّ        | 2021 | 2022 |
| زياد عبد الرحمن السحيباني | 2023 | الآن |

## الجهاز الفنّيّ للفريق الأوّل لكرة القدَم بالنّادي
| الاسم          | المُسمّى المهنيّ |
| -------------- | ------------- |
| رودولوفو كوريا | مدرّب الفريق   |
| فيصل سيف       | مساعد المُدرّب  |

## تشكيلة الفريق الحاليّة[14]
ملاحظة: تشير الأعلام إلى المنتخب بحسب قواعد الأهلية المعتمدة من قبل الفيفا؛ تنطبق بعض الاستثناءات المحدودة. وقد يحمل اللاعبون أكثر من جنسية لا تعترف بها الفيفا.
| الرقم | البلد    | المركز | اللاعب             |
| ----- | -------- | ------ | ------------------ |
| 1     | السعودية | حارس   | أحمد آل جبيع       |
| 2     | السعودية | مدافع  | يوسف حقوي          |
| 5     | البرازيل | وسط    | إدواردو هنريكي     |
| 6     | السعودية | وسط    | قصي الشلالي        |
| 7     | السعودية | وسط    | حسين المقهوي       |
| 8     | السعودية | وسط    | ناصر الدعجاني      |
| 9     | غينيا    | مهاجم  | عثمان باري         |
| 10    | البرازيل | مهاجم  | آلان سوسا          |
| 11    | السعودية | وسط    | عمار الهرفي        |
| 12    | السعودية | مدافع  | خالد الشمراني      |
| 14    | المغرب   | مدافع  | إسماعيل مقدم       |
| 17    | السعودية | وسط    | أيمن الخليف        |
| 19    | السعودية | مدافع  | عبد العزيز العلاوي |

| الرقم | البلد    | المركز | اللاعب       |
| ----- | -------- | ------ | ------------ |
| 20    | السعودية | وسط    | ذعار العتيبي |
| 21    | السعودية | مدافع  | عقيل بلغيث   |
| 24    | السعودية | مدافع  | علي الزبيدي  |
| 26    | السعودية | حارس   | مزيد فريح    |
| 27    | السعودية | مهاجم  | فهد الأسمري  |
| 45    | السعودية | وسط    | فيصل الأسمري |
| 49    | السعودية | وسط    | أحمد الزين   |
| 55    | السعودية | وسط    | ناصر الهدهود |
| 66    | السعودية | مدافع  | خالد الرويلي |
| 72    | السعودية | حارس   | سالم قبوس    |
| 77    | السعودية | مهاجم  | عماد الكناني |
| 87    | السعودية | وسط    | زيد العنزي   |

### المعارون
ملاحظة: تشير الأعلام إلى المنتخب بحسب قواعد الأهلية المعتمدة من قبل الفيفا؛ تنطبق بعض الاستثناءات المحدودة. وقد يحمل اللاعبون أكثر من جنسية لا تعترف بها الفيفا.
| الرقم | البلد   | المركز | اللاعب                                            |
| ----- | ------- | ------ | ------------------------------------------------- |
| 25    | نيجيريا | مهاجم  | كريستيان إيروبيسو (معار إلى نادي بترولول بلويشتي) |

## قادة الأجهزة الفنّيّة للفئات السّنّيّة لكرة القدم:
| الاسم     | المُسمّى المهنيّ              |
| --------- | -------------------------- |
| مالك معاذ | مُدرّب كرة القدم تحت 15 عامًا |
| حلمي موسى | مُدرّب كرة القدم تحت 13 عامًا |
| حسن بخيت  | مُدرّب كرة القدم تحت 12 عامًا |